# يوسف الحجي
الشيخ يوسف بن جاسم بن محمد الحجي (1923 - 29 مارس 2020) هو وزير أوقاف كويتي سابق، من المهتمين بالعمل الخيري الإسلامي. حصل على جائزة الملك فيصل العالمية في مجال خدمة الإسلام سنة 1426 هـ 2006 م مناصفة مع الشيخ صالح بن عبد الرحمن الحصين، الرئيس العام لشؤون المسجد الحرام والمسجد النبوي.

## عن حياته
ولد الشيخ يوسف بن جاسم الحجِّي في الكويت سنة 1341 هـ 1923م، وتلقى تعليمه الأساسي في مدارسها، كما تلقى العلم الديني على يد عدد من كبار علماء الكويت في ذلك الوقت، في حين بدأ حياته العملية موظفًا بشركة أرامكو السعودية. ثم عاد إلى الكويت في أوائل الأربعينات من القرن العشرين، ليلتحق بالعمل في وزارة الصحة الكويتية سنة 1943. تدرج الحجي في وظائف وزارة الصحة حتى وصل إلى منصب وكيل الوزارة، وأشرف في تلك الفترة على بناء أول مستشفى حكومي بالكويت، كما افتتح عدة مستشفيات أخرى، وسعي إلى إدخال الخدمات الصحية في القرى خارج مدينة الكويت. وهو من الأعضاء المؤسسين للهلال الأحمر الكويتي وكان رئيساً له.
تولى الحجي وزارة الأوقاف والشؤون الإسلامية بالكويت في الفترة من سنة 1976 إلى سنة 1984، فسعى إلى تأسيس بيت التمويل الكويتي وكلية الشريعة في جامعة الكويت وبرنامج الدعاة، كما أطلق مشروع الموسوعة الفقهية وأصدر أول أعدادها.
في سنة 1404 هـ 1984م، شارك الحجي في تأسيس الهيئة الخيرية الإسلامية العالمية، كما رأس اللجنة الكويتية للإغاثة التي قامت بأعمال إغاثة في المناطق المنكوبة في العالم الإسلامي مثل البوسنة والهرسك والصومال ولبنان والسودان والعراق، كما أسس الحجي ـ أو شارك في تأسيس وإدارة ـ عدد من الجمعيات الخيرية في الكويت، وكان نائبًا لرئيس مجلس إدارة بيت الزكاة الكويتي، ونائبًا لرئيس المجلس الإسلامي العالمي للدعوة والإغاثة بالقاهرة، ورئيس لجنة التمويل فيه، وعضوًا في مجالس أمناء منظمة الدعوة الإسلامية في السودان، والمؤسسة الإسلامية في ليستر بالمملكة المتحدة، والجامعات الإسلامية في كل من إسلام آباد (باكستان) وشيتاجونج (بنغلاديش) والكونغو والنيجر، وعضوًا بالمجلس الأعلى العالمي للمساجد التابع لرابطة العالم الإسلامي بمكة المكرمة، وكان عضوًا في مجلس إدارة بنك دبي الإسلامي.

## المناصب
- عضو مجلس إدارة الهلال الأحمر الكويتي.
- عضو في مجالس إدارة في الجامعات الإسلامية ( أوغندا – النيجر – إسلام أباد).
- عضو الجامعة الإسلامية في «شيتا جونج».
- عضو مجلس إدارة في بنك دبي الإسلامي.
- عضو في المجلس الأعلى للمساجد في رابطة العالم الإسلامي بمكة المكرمة.
- نائب رئيس المجلس الأعلى للدعوة والإغاثة في مصر حتى 2010 م.
- عضو رابطة العالم الإسلامي.
- عضو اللجنة الكويتية المشتركة للإغاثة.
- رئيس جمعية الشيخ عبد الله النوري الخيرية.
- رئيس اللجنة الكويتية المشتركة للإغاثة.

## التكريم
- وسام رواد العمل الخيري (دولة الكويت، سنة 1400 هـ 1980م.[3]
- الوسام الذهبي للعمل الخيري من جمهورية البوسنة والهرسك.[3]
- الدكتوراه الفخرية من جامعة أوغندا.[3]
- جائزة الملك فيصل العالمية في مجال خدمة الإسلام لسنة 1426 هـ 2006م، مناصفة مع الشيخ صالح بن عبد الرحمن الحصين، وكانت قد رشحته للجائزة مؤسسة الكويت للتقدم العلمي.[2]

## أنظر أيضا
- حجي بن جاسم الحجي